# Betas (série de televisão)
Betas é uma série de televisão americana produzida pela Amazon Studios. O show é estrelado por Joe Dinicol e Karan Soni, que interpretam desenvolvedores de um aplicativo de namoro no Vale do Silício, em busca de um investidor.
A Amazon ofereceu os três primeiros episódios de Betas gratuitamente em 22 de novembro de 2013, com os episódios seguintes sendo lançados semanalmente. Em março de 2014, a Amazon decidiu não renovar a série para uma segunda temporada.

## Elenco e personagens
| Elenco           | Personagens       |
| ---------------- | ----------------- |
| Joe Dinicol      | Trey              |
| Karan Soni       | Nash              |
| Jonathan C. Daly | Hobbes            |
| Charlie Saxton   | Mitchell          |
| Margo Harshman   | Lisa              |
| Ed Begley Jr.    | George Murchison  |
| Maya Erskine     | Mikki             |
| Tyson Ritter     | Dane              |
| Sarah Stouffer   | Melissa           |
| Kelly Sry        | David Chu         |
| Rick Messina     | Bored Attendant   |
| Rachel Currence  | Cocktail waitress |
| Moby             | Moby              |
| Diana Burbano    | Hispanic Mother   |